# 东亚管理学院
东亚管理学院（英文名East Asia Institute of Management 缩写EASB）是新加坡的一所高等教育学院，于1984年建校,现有两个校区，分别是英国威尔士卡迪夫城市大学（UWIC）亚洲分校和英国皇后玛格丽特大学（QMU）亚洲分校。
东亚管理学院与英国，澳大利亚等大学合作，主要提供学士和硕士课程。其主要合作伙伴为：英国皇后玛格丽特大学，英国威尔士卡迪夫城市大学，英国赫瑞瓦特大学爱丁堡商学院，澳大利亚南昆士兰大学。